# 德克哈托格島

德克哈托格島位置

德克哈托格島是澳大利亞的島嶼，位於西澳大利亞鯊魚灣，在珀斯以北850公里，島嶼長約80公里、寬3至15公里，面積620平方公里，是西澳大利亞最大和最西端的島嶼。

## 外部連結
- Dirk Hartog Island website
- Map of the island
- Rijksmuseum Amsterdam detail of plate
- Western Australian Museum plate siite （页面存档备份，存于）